# جغد-بازهای شمالی
جغد-بازهای شمالی (نام علمی: Surnia) یک سرده از جغدها است که شامل یک گونه زنده به نام جغد-باز شمالی (Surnia ulula) است.